# 蒙莱路
蒙莱路，元朝时设置的路。今缅甸杰沙东。
蒙莱路军民府。本蒙莱甸，与蒙怜路同时设置。管理邦毛甸。北为云远路、东为蒙怜路。